# Erenna
Erenna ist eine Gattung der Staatsquallen, die in der Tiefsee in Tiefen zwischen 1600 und 2000 m vorkommt. Sie wurde früher der Familie Agalmidae zugerechnet, von P.R. Pugh im Jahr 2001 jedoch einer neuen Familie Erennidae zugeordnet.

## Morphologie
Wie alle Staatsquallen bestehen die Arten der Gattung Erenna aus vielen hochspezialisierten und vielgestaltigen Einzeltieren. Die Tentakel verfügen über eine Vielzahl von Seitenarmen, sogenannten Tentilla bzw. Tentillen. Jeder einzelne davon besteht aus einem großen Band aus bis zu 3000 Nesselzellen, die an einem zentralen Stiel angeheftet sind. Der Stiel setzt sich in einen weiß gepunkteten, birnenförmigen Körper fort, den Ocelli. Wird er in Calciumchloridlösung zerrissen, beginnen diese Punkte zu lumineszenzieren. Es handelt sich also um ein Leuchtorgan, das mit, durch Calciumionen regulierten, Photoproteinen gefüllt ist. Mindestens eine Art (Erenna sp. nov.) kann so rotes Licht erzeugen. Im Gegensatz zu Photozellen aus anderen Nesseltieren beginnen sie nicht direkt nach der Stimulation zu leuchten.

## Verhalten
Die Tiere leben weit verstreut in der Tiefsee. Sie erzeugen mit ihren Leuchtorganen rhythmisch pulsierendes Licht und locken so Fische heran, die sie dann mit ihrem Nesselgift töten und verspeisen. Sie ernähren sich wohl auch durch kleine Krebse.
Zumindest im Hinblick auf die rot lumineszierende Art ist jedoch bemerkenswert, dass bisher überhaupt nur sehr wenige Arten bekannt sind, die in einer solchen Tiefe die Farbe Rot erkennen können und damit als Nahrung für Erenna in Frage kommen. Daher ist bisher ungeklärt, wie das begrenzte Nahrungsangebot für Erenna zum Überleben genügt.

## Systematik
Bis 2005 gab es drei beschriebene Arten in der Gattung Erenna:
- Erenna richardi, Bedot, 1904 (Syn.: Erenna bedoti, Lens & van Riemsdijk, 1908)
- Erenna cornuta, Pugh, 2001
- Erenna laciniata, Pugh, 2001

2005 fingen US-Forscher einige Exemplare einer neuen Art der Gattung Erenna (Erenna sp. nov.) aus einer Tiefe von 1600 bis 2600 m, die bis dahin noch nicht erstbeschrieben worden war. Diese Art kann rotes Licht emittieren.